# Buddy Kennedy
Clifton Lewis Kennedy (Millville, Nueva Jersey, 5 de octubre de 1998), más conocido como Buddy Kennedy, es un jugador profesional estadounidense de béisbol que se desempeña en la posición de segunda base en Philadelphia Phillies, equipo de las Grandes Ligas de Béisbol (MLB).

## Carrera
Kennedy hizo su debut en la MLB con el equipo Arizona Diamondbacks, en el cual jugó dos temporadas (2022-2023), después pasó a Detroit Tigers (2024), posteriormente a Philadelphia Phillies, donde lleva jugando una temporada.